# Freden i Sarek
Freden i Sarek var en överenskommelse den 5 oktober 1961 mellan Naturvårdsdelegationen och Vattenfall AB om vilka Svenska älvar som kunde byggas ut med vattenkraft och vilka som skulle bevaras. Överenskommelsen godkändes senare av riksdagen och regeringen.

## Innehåll
Överenskommelsen innebar att 28 älvar (bland dem Torne älv, Kalixälven och Pite älv[källa behövs]) skyddades från utbyggnad, att 14 älvar fick uppskov i upp till 10 år och att 28 älvar (bland annat Vindelälven) godkändes för utbyggnad.

## Bakgrund
Innan 1950-talet togs väldigt liten hänsyn till miljöfrågor vid utbyggnad av vattenkraft. Men 1952 trädde en ny naturskyddslag i kraft. Efter detta bildade Svenska Naturskyddsföreningen tillsammans med fler intressenter Naturvårdsdelegationen som tog fram en lista över sjöar och vattendrag som borde skyddas mot exploatering.

## Giltighet
Efter Striden om Vindelälven förlorade överenskommelsen sin betydelse. Inriktningen för Sveriges politik blev istället att helt undvika utbyggnad av storskalig vattenkraft.[källa behövs]